# گیبون آگیلی

گیبون آگیلی (نام علمی: Hylobates agilis) نام یک گونه از سرده هیلوبات است.